# Stalingrad (film din 2013)
Stalingrad (în rusă Сталинград) este un film dramatic rusesc din 2013, dramă de război, regizat de Fiodor Bondarciuk. Acesta este primul film rusesc produs complet în format IMAX 3D și filmat prin utilizarea TS-5 și Stereoscopic Image Processor de la 3ality Technica. În același timp, acest proiect este primul film rusesc și non-american produs în format IMAX. Filmul a fost lansat în septembrie 2013 în Volgograd și în octombrie 2013 în toată Rusia, înainte de a fi distribuit în lumea întreagă în lunile următoare. Filmul a fost selectat drept candidatura de peliculă rusească la Premiul Oscar pentru cel mai bun film într-o limbă străină la cea de-a 86-a ceremonie a Premiilor Oscar, dar nu a fost nominalizat.
Filmul prezintă povestea unui grup de soldați ruși, care, în timpul Bătăliei de la Stalingrad opun o rezistență eroică trupelor naziste care înaintau. Scena e condimentată cu două povești de dragoste în ambele tabere, protagoniștii masculini încercând să salveze viața iubitelor lor.

## Distribuție
- Piotr Feodorov în rolul lui Gromov
- Dmitri Lîsenkov în rolul lui Ceavanov
- Alexei Barabaș în rolul lui Nikiforov
- Andrei Smoliakov în rolul lui Poleakov
- Serghei Bondarciuk Jr. în rolul lui Serghei Astahov
- Oleg Volku în rolul lui Krasnov
- Philippe Reinhardt în rolul lui Gottfried
- Georges Devdariani în rolul lui Klose
- Ianina Studilina este Mașa
- Maria Smolnikova este Katea
- Thomas Kretschmann în rolul lui Hauptmann Peter Kahn
- Heiner Lauterbach în rolul lui Oberstleutnant Henze
- Polina Raikina este Natașka
- Iuri Nazarov este Navodcik